# Isabelle Marques
Isabelle Marques (Rio de Janeiro, 27 de janeiro de 1981), é uma atriz, comediante e roteirista brasileira. Atualmente, interpreta a adolescente rebelde Briti Sprite, filha de Dona Graça (Rodrigo Sant'Anna), na série Tô de Graça, que vai para sua sexta temporada no canal Multishow.

## Filmografia
| Ano           | Título                       | Personagem                               | Nota                                  |
| ------------- | ---------------------------- | ---------------------------------------- | ------------------------------------- |
| 2024          | Cosme e Damião: Quase Santos | Natália Toledo                           | Episódio: "Cosme É Um Gênio"          |
| 2024          | Matches                      | Vanda / Faxineira Espiritual             | Episódio: "Maldições Gratiluz"        |
| 2023—2024     | Tem que Suar                 | Doutora Márcia                           |                                       |
| 2022          | Plantão sem Fim              | Marisinha                                |                                       |
| 2017—presente | Tô de Graça                  | Britney Spears dos Santos (Briti Sprite) |                                       |
| 2015—2018     | Os Suburbanos                | Pâmela                                   |                                       |
| 2011—2015     | Zorra Total                  | Britney Spears dos Santos (Brit Sprite)  |                                       |
| 2010—2011     | Araguaia                     | Cotinha                                  |                                       |
| 2008          | Beleza Pura                  | Mônica                                   |                                       |
| 2007          | Dicas de um Sedutor          |                                          | Especial de fim de ano                |
| 2006          | Cobras & Lagartos            | Moradora do Saara                        | Episódio: "1 de junho"                |
| 2005          | A Diarista                   | Prima                                    | Episódio: "Marinete, a Musa do Verão" |